# Équipe d'Azerbaïdjan de futsal FIFA
Maillots
L'équipe d'Azerbaïdjan de futsal est l'équipe nationale qui représente l'Azerbaïdjan lors des compétitions internationales masculines de futsal, sous l'égide de la Fédération d'Azerbaïdjan de football. Elle consiste en une sélection des meilleurs joueurs azéris.

## Histoire
Lors du Championnat d'Europe 2010, l'Azerbaïdjan se qualifie pour la première phase finale de son histoire. La Milli devient même la première équipe à s'imposer lors de son premier match en phase finale.
En 2016, l'Azerbaïdjan entre dans sa première Coupe du monde par une victoire 5-0 sur le Maroc, champion d'Afrique en titre,. Après une défaite face à l'Espagne, le match nul 3-3 contre l'Iran qualifie les deux équipes. L’Azerbaïdjan devient la deuxième équipe à atteindre le deuxième tour pour sa première participation au tournoi.
En février 2018, l'Azerbaïdjan élimine la France (5-3) de son premier Euro, grâce à un triplé de Thiago Bolinha, avant d'affronter l'Espagne pour le deuxième match de poule. La défaite 1-0 qualifie tout de même l'équipe azérie. En quart de finale, le Portugal devient la première équipe inscrire cinq buts dans la première période d'un match de la phase finale d'un Euro et s'impose 8-1 contre l'Azerbaïdjan.
En janvier 2022, lors du premier match de l'Euro, la Milli voit la Géorgie lui remonter deux buts pour l'emporter 3-2. L'Azerbaïdjan joue ensuite face à l'Espagne.

## Palmarès

### Coupe du monde
| Phase finale | Phase finale    | Phase finale | Phase finale | Phase finale | Phase finale | Phase finale | Phase finale |                     | Qualifications | Qualifications | Qualifications | Qualifications | Qualifications | Qualifications | Qualifications |
| Année        | Tour            | MJ           | V            | N            | D            | Bp           | Bc           | Résultat            | MJ             | V              | N              | D              | Bp             | Bc             |                |
| ------------ | --------------- | ------------ | ------------ | ------------ | ------------ | ------------ | ------------ | ------------------- | -------------- | -------------- | -------------- | -------------- | -------------- | -------------- | -------------- |
| 1996         | Non qualifié    | Non qualifié | Non qualifié | Non qualifié | Non qualifié | Non qualifié | Non qualifié | Groupe A - 6e place | 5              | 1              | 0              | 4              | 12             | 25             |                |
| 2000         | Non qualifié    | Non qualifié | Non qualifié | Non qualifié | Non qualifié | Non qualifié | Non qualifié | Groupe D - 3e place | 4              | 1              | 1              | 2              | 19             | 22             |                |
| 2004         | Non qualifié    | Non qualifié | Non qualifié | Non qualifié | Non qualifié | Non qualifié | Non qualifié | Groupe 7 - 2e place | 2              | 0              | 1              | 1              | 5              | 10             |                |
| 2008         | Non qualifié    | Non qualifié | Non qualifié | Non qualifié | Non qualifié | Non qualifié | Non qualifié | Groupe 7 - 2e place | 3              | 2              | 0              | 1              | 15             | 6              |                |
| 2012         | Non qualifié    | Non qualifié | Non qualifié | Non qualifié | Non qualifié | Non qualifié | Non qualifié | Play-offs           | 5              | 2              | 1              | 2              | 16             | 11             |                |
| 2016         | Quart-de-finale | 5            | 2            | 1            | 2            | 25           | 18           | Play-offs           | 5              | 3              | 2              | 0              | 28             | 13             |                |
| 2021         | Non qualifié    | Non qualifié | Non qualifié | Non qualifié | Non qualifié | Non qualifié | Non qualifié | Groupe C - 3e place | 6              | 4              | 1              | 1              | 15             | 11             |                |
| Total        | 1/9             | 5            | 2            | 1            | 2            | 25           | 18           | 7/9                 | 30             | 13             | 6              | 11             | 110            | 98             |                |

### Championnat d'Europe
Les Azerbaïdjanais ont disputé la phase finale du Championnat d'Europe à trois reprises. En 2010, l'Azerbaïdjan termine à la quatrième place, battu par les Tchèques lors du match pour la troisième place sur le score de 5-3.
Au Championnat d'Europe de futsal 2012, ils sont éliminés en phase de groupes. Il en est de même pour le Championnat d'Europe de futsal 2014.
| Phase finale | Phase finale    | Phase finale | Phase finale | Phase finale | Phase finale | Phase finale | Phase finale |                      | Qualifications | Qualifications | Qualifications | Qualifications | Qualifications | Qualifications | Qualifications |
| Année        | Tour            | MJ           | V            | N            | D            | Bp           | Bc           | Résultat             | MJ             | V              | N              | D              | Bp             | Bc             |                |
| ------------ | --------------- | ------------ | ------------ | ------------ | ------------ | ------------ | ------------ | -------------------- | -------------- | -------------- | -------------- | -------------- | -------------- | -------------- | -------------- |
| 1996         | Non qualifié    | Non qualifié | Non qualifié | Non qualifié | Non qualifié | Non qualifié | Non qualifié | Groupe A - 6e place  | 5              | 1              | 0              | 4              | 12             | 25             |                |
| 1999         | Non qualifié    | Non qualifié | Non qualifié | Non qualifié | Non qualifié | Non qualifié | Non qualifié | Groupe B - second    | 2              | 0              | 2              | 0              | 4              | 4              |                |
| 2001         | Non qualifié    | Non qualifié | Non qualifié | Non qualifié | Non qualifié | Non qualifié | Non qualifié | Groupe C - 3e place  | 3              | 1              | 1              | 1              | 12             | 8              |                |
| 2003         | Non qualifié    | Non qualifié | Non qualifié | Non qualifié | Non qualifié | Non qualifié | Non qualifié | Groupe E - 3e place  | 3              | 1              | 0              | 2              | 5              | 9              |                |
| 2005         | Non qualifié    | Non qualifié | Non qualifié | Non qualifié | Non qualifié | Non qualifié | Non qualifié | Groupe E - 3e place  | 3              | 1              | 0              | 2              | 8              | 10             |                |
| 2007         | Non qualifié    | Non qualifié | Non qualifié | Non qualifié | Non qualifié | Non qualifié | Non qualifié | Groupe D - second    | 3              | 1              | 2              | 0              | 17             | 12             |                |
| 2010         | 4e place        | 5            | 2            | 2            | 1            | 18           | 13           | Groupe 6 - second    | 3              | 2              | 1              | 0              | 12             | 7              |                |
| 2012         | Phase de groupe | 2            | 0            | 0            | 2            | 9            | 13           | Groupe 1 - second    | 3              | 2              | 0              | 1              | 13             | 13             |                |
| 2014         | Phase de groupe | 2            | 1            | 0            | 1            | 7            | 13           | Groupe 2 - vainqueur | 3              | 3              | 0              | 0              | 11             | 3              |                |
| 2016         | Quart-de-finale | 3            | 1            | 0            | 2            | 8            | 14           | Play-offs            | 5              | 3              | 1              | 1              | 20             | 8              |                |
| 2018         | Quart-de-finale | 3            | 1            | 0            | 2            | 6            | 12           | Groupe 2 - vainqueur | 3              | 3              | 0              | 0              | 16             | 5              |                |
| 2022         | Phase de groupe | 3            | 1            | 1            | 1            | 8            | 7            | Groupe 3 - vainqueur | 6              | 5              | 1              | 0              | 22             | 6              |                |
| Total        | 6/12            | 18           | 6            | 3            | 9            | 56           | 72           | 12/12                | 42             | 23             | 8              | 11             | 152            | 110            |                |

## Personnalités

### Sélectionneurs
- Elman Alakbarov (2008–2009)
- Alesio (2009-2014)
- Tino Perez (2014-2016)
- Miltinho (2016-2017)
- Biro Jade (2017-2018)
- Alesio (depuis 2018)

### Joueurs notables
En 2010, les joueurs azéris Biro Jade, Rizvan Fazaliyev et Felipe font partie de l'équipe-type du Championnat d'Europe 2010.

## Autres équipes
L'Équipe d'Azerbaïdjan U19 Futsal s'incline 5-0 face à la France lors du premier match du Tour principal de qualification du Championnat d'Europe 2023. Les Azéris affrontent ensuite la Bosnie et la Grèce.